# 丸三愛
丸三愛股份有限公司是一家生產並銷售味噌和豆奶的食品製造商。 總部位於愛知縣岡崎市仁木町字荒下1號。
最初，公司主要以味噌製造為主，但在1980年代推出了豆奶飲品，並邀請落語家桂文珍擔任廣告代言人，搭配廣告標語「お豆のお乳（ちち） からだにえ〜よ〜」（豆子的奶，對身體很好哦），成功提升了公司的全國知名度。 至今，該公司仍是豆奶飲品的主要生產商之一，並為名古屋證券交易所主板市場的獨立上市公司。

## 公司名稱由來
最初，公司名為「岡崎釀造株式會社」，後來將產品品牌名稱「マルサン（丸三）」納入公司名稱，於1964年重新出發，更名為「岡崎丸三株式會社」。當時，在日本中部地區，將赤味噌與白味噌混合的「綜合味噌」成為熱銷產品，這促使公司決定統一品牌名稱與公司名稱。
隨著1983年第一次豆奶熱潮的興起，公司事業得以拓展至全國，並透過內部徵集名稱的方式，去掉「岡崎」，正式更名為「丸三愛股份有限公司（マルサンアイ株式会社）」。
此外，公司名稱中的「アイ（愛）」蘊含多重意義，包括「愛知縣的愛」、「對顧客與產品的愛」，以及代表「國際化」的英文字母「I（アイ）」。雖然「岡崎」這一地名已不在公司名稱內，但仍承載著對當地的深厚情感，以及企業在國內外發展的願景。